# Fissidens potieri
Fissidens potieri là một loài Rêu trong họ Fissidentaceae. Loài này được Pocs mô tả khoa học đầu tiên năm 1966.